# Lnáře (nový zámek)
Nový zámek Lnáře je barokní zámek ve Lnářích na severozápadě okresu Strakonice a Jihočeského kraje. Okolo roku 1670 jej založil Aleš Ferdinand Vratislav z Mitrovic, ale stavbu dokončili až Černínové z Chudenic v letech 1683–1686. Zámek je chráněn jako kulturní památka.

## Historie
V 17. století lnářské panství získal Aleš Ferdinand Vratislav z Mitrovic. Podle Augusta Sedláčka se tak stalo 20. června 1629, ale Karel Tříska uvádí rok 1660. Kromě toho, že nový majitel přikoupil další vesnice, nechal v těsném sousedství starého zámku založit nový barokní zámek, který se měl stát novým panským sídlem. Zemřel však ještě před jeho dokončením a dvě nejstarší dcery, Marie Terezie a Eva Konstancie, potom panství 21. ledna 1675 prodaly Humprechtu Janu Černínovi za 180 000 florénů. Humprecht v Lnářích nebydlel a vrchnost zde roku 1679 zastupoval hejtman Jan František Grejnár z Veveří. Po Humprechtově smrti v roce 1682 Lnáře připadly jeho mladšímu synovi Tomáši Zachariáši Černínovi, který stavbu podle plánů stavitele G. B. Maderny v letech 1683–1686 dokončil.
Po smrti Tomáše Zachariáše Černína panství spravovala za své dcery vdova Zuzana Renata z Martinic. Později ji nahradila Marie Josefa provdaná za hraběte Leopolda Josefa Künigla. Zemřela v roce 1726 a ovdovělý manžel nechal o rok později zámek důkladně opravit. Při té příležitosti byl starý dřevěný most nahrazen kamenným a nad vstupem byla postavena věž s hodinami. Leopold Künigl se poté podruhé oženil s Marií Aloisií Lažanskou z Bukové, ale Lnáře zdědil nejstarší syn z prvního manželství, kterým byl František Josef Künigl. Od něj roku 1745 Lnáře koupil hrabě František Karel Rudolf Swéerts-Sporck († 30. listopadu 1757). Majetek potom přešel na jeho syna Jana Františka Kristiána a roku 1803 na vnuka Josefa Swéerts-Sporcka, který panství prodal Leopoldovi z Thun-Hohensteinu. Ještě téhož roku od něj panství získal svobodný pán Jan František z Linkeru († 1811) a jeho syn Václav Kliment. Po něm zámek vlastnila rodina Lilgenau.
Roku 1923 se majitelem zámku stal Karel Bondy, který nechal upravit průčelí do dochované podoby, a v roce 1936 jej koupil pražský advokát Jindřich A. Vaníček. Během druhé světové války zámek využívalo výcvikové středisko Hitlerjugend a na konci války byli v zámku ubytováni vojáci 3. armády generála Pattona. Na zámku také kapituloval generál Andrej Andrejevič Vlasov. 
Po válce se na zámek vrátil advokát Vaníček, ale roku 1948 byl zámek znárodněn a zkonfiskován. Zámek poté chátral až do roku 1972, kdy jej začala opravovat generální prokuratura, která si v něm zřídila kanceláře. Od roku 1985 budovu využíval Úřad vlády jako rekreační středisko pro vysoké komunistické činitele. 
Začátkem 90. let 20. století byly v zámku schvalovány tisíce privatizačních projektů a členové české a slovenské vlády zde jednali o rozdělení Československa.
Potomkům advokáta Vaníčka byl zámek vrácen v roce 1992 (nebo 1993). V roce 1999 byl zámek zpřístupněn veřejnosti. V současné době[kdy?] jej spravuje Ivan Vaníček.

## Stavební podoba
Do zámku se vstupuje po kamenném mostě zdobeném šesti sochami světců z první poloviny 18. století. Čtyřkřídlá zámecká budova má dvě patra a obklopuje obdélné nádvoří. Součástí východního křídla je věž, která svou výškou nepřesahuje přilehlé budovy. Přízemní místnosti a chodby jsou zaklenuté valenými klenbami s výsečemi. Ve vstupním křídle se nachází velký reprezentační sál se štukovou a malířskou výzdobou. Svou výškou prostupuje dvěma patry.
Na nádvoří je kašna se sochou Neptuna z konce 17. století. Soška putta umístěná na schodišti pochází z dílny Ignáce Františka Platzera, ale na výzdobě se podíleli také Petr Brandl a František Bílek. Dalších jedenáct soch řeckých bohů a bohyň je z dílny Ignáce Michala Platzera. K zámku přiléhá park založený v první polovině 18. století, ve kterém byly v dalších letech postaveny altány, minaret, skleníky a jiné zahradní budovy. V protažení osy parku se na návrší na východním okraji vesnice nachází kaple svaté Anny z roku 1702.
Součástí zámku je raně barokní kaple svatého Josefa z roku 1654, upravená v roce 1720. Její strop je zaklenutý plackovou klenbou. Kněžiště je zdobené štuky a malbami z doby okolo roku 1660. V lodi jsou fresky s výjevy ze života svatého Josefa a starozákonních postav. Zděný portálový oltář pochází také z doby okolo roku 1660 má po stranách sochy svatého Václava a svaté Ludmily. V jeho nástavci je skupina postav s archandělem Michaelem v nadživotní velikosti.

## Návštěvnost
| Rok  | Počet návštěvníků |
| ---- | ----------------- |
| 2015 | 2 899             |
| 2016 | 3 486             |
| 2017 | 4 034             |